# Belitung
Belitung je indonéský ostrov nacházející se v Karimatském průlivu mezi velkými ostrovy Sumatra a Borneo. Spolu se sousedním větším ostrovem Bangka a řadou menších ostrovů tvoří provincii Bangka-Belitung. Největším městem je Tanjung Pandan na západním pobřeží.
Ostrov je převážně nížinatý, nejvyšším bodem je Tajam s přibližně 500 metry. Jednou z důležitých složek místní ekonomiky je těžba cínu, ložiska tohoto kovu jsou rozeseta také na dalších místech v oblasti Malajského poloostrova a přilehlé části Indonésie. Dalším typickým produktem je pepř.